# いっき
『いっき』は、サン電子が開発し1985年7月より稼働開始したアーケード用アクションシューティングゲームである。同年11月28日にファミリーコンピュータ（以下ファミコン）版が発売され、以降も様々なプラットフォームに移植されている。

## 概要
農民の「ごんべ（権べ）」を操作し、悪代官の屋敷まで殴りこみにいくという内容。2人協力プレイも可能で、プレイヤー2は「たご（田吾）」を操作する。生活苦にあえぐ農民たちが蜂起するという設定は百姓一揆を元にしているが、味方サイドのキャラクターはプレイヤーキャラクターの1-2人のみで他の仲間は一人もおらず、「一人でも一揆ができる」「一揆なのに、なぜか敵が忍者である」など荒唐無稽でコメディチックな内容となっている。ジャンルは多方向スクロールのアクションゲームとされることが多いが、内容的にはシューティングゲームの要素を多く含むゲームである。当時としては珍しく縦書きの日本語を多用したメッセージ表示が特徴でプレイデモやオープニングデモ、ステージの合間など色々な場面で表示される日本語メッセージは独特の雰囲気を醸し出している。
元はアーケードゲームだが、サン電子が開発した作品をナムコが販売するかたちで設置されていた。
ファミコン版は70万本を売り上げるヒットとなっている。本作発売後、『かんしゃく玉なげカン太郎の東海道五十三次』（1986年）、『水戸黄門』（1987年）といった時代劇シリーズが展開された。
2006年7月よりリニューアル版『いっき萌バイル』が携帯電話アプリゲームとして配信された。また、2010年6月29日にはPlayStation 3のオンライン配信専用ソフト『いっき おんらいん』を発売、2011年3月8日にはスパイシーソフトと共同開発したソーシャルゲーム『いっき〜みんなで米騒動の巻〜』をSNSサイト「モバゲータウン」で配信、2023年2月15日には最大16人での同時プレイが可能な『いっき団結』が発売された。
イラストレーターのみうらじゅんが初めてクソゲーという言葉を使用したソフトとして知られ、サン電子（サンソフト）自身も自虐的にクソゲーと称することがある。サン電子が2022年8月12日に発表したプレスリリースの中では「多くのみなさまにいじられる「クソゲー」という名を、私たちは「愛称」として心に受けとめております」と記述されている。
サンソフトのタイトルとしては著名であるため、サンソフト関連作品ではごんべなどがゲスト出演をすることが多い。

## ゲーム内容

### システム
8方向レバーでプレイヤーの移動を行い、1個のボタンで攻撃を行う。プレイヤーが使用する武器は鎌であり、ボタンを押すことでキャラクターが鎌を投げる。投げる方向はプレイヤーには決定できず、一番近い敵キャラクターに向かって鎌を投げる。
画面右側は得点表示とマップ表示のためのスペースがある。マップには小判の位置が表示される。実際のマップ上では壁などに遮られ、遠回りしないと小判を取れないことがある。ファミコン版ではマップ表示はない。
敵キャラクターは黒装束の忍者、赤装束の忍者、爆弾忍者、イノシシなどが出現する。赤装束の忍者は黒装束の忍者よりも素早く移動するため倒しにくいが、倒すと倍の得点が手に入る。ファミコン版ではいくつかの敵キャラクターは登場しない。
忍者の体当り、あるいは忍者や鉄砲隊の飛び道具に接触するとミスとなり残り人数が減る。残り0の状態でミスするとゲームオーバー。
たまに出現する幽霊（妖怪）に憑依されると、しばらく鎌を投げられない状態になる。幽霊は高速で近付くので厄介だが、この状態で地蔵もしくは狛犬に触れると即座に祓うことが出来る。同様に出現するたらこ唇が特徴の腰元に抱き付かれると、しばらく移動できない状態になる。忍者の手裏剣や体当たりを避けられなくなるので、幽霊よりも厄介な存在である（iアプリ版では出現しない）。
マップに落ちている小判8枚を全て拾うか、ランダムで出現する代官を捕まえればステージクリア。全8面構成。ファミコン版では、4つのマップと小判の配置が異なる裏マップを合わせた合計8ステージ構成。ステージをクリアするとまた最初のマップに戻り、ゲームが終了することなく無限にループする。iアプリ版では表・裏の各2回=16ステージをクリアするとゲーム終了。

### アイテム
アーケード版 / ファミコン版_共通アイテム
竹槍
一定時間、自動で竹槍を突き出す攻撃ができるようになる。この間、敵を倒す際の得点は増加し移動スピードも上がる。
代わりに鎌攻撃が使用不能になるため、画面上方の近接した敵にしか攻撃できないというデメリットがある。

#### アーケード版のみのアイテム
巻物
白い巻物は得点。緑の巻物は竹槍、青い巻物は大根、ピンクの巻物1は葉っぱと相同。ピンクの巻物2は画面上の忍者を全滅させる。
なおこちらの緑の巻物は前方からの手裏剣に対して無敵になるというメリットがあるため、ファミコン版の竹槍と比べて強力。
おにぎり
取得することでステージクリア後にボーナスステージへ行ける。ファミコン版の煙と相同。
鍵
捕虜を救出できる。
捕虜
鉄格子に閉じ込められた仲間。救出すると1UP。
千両箱
高得点。ただし取得するとプレイヤーキャラが大笑いするアクションが発生し、その間は移動ができなくなる。PS3版で復活した。

#### ファミコン版のみのアイテム
大根
移動スピードがアップする。
葉っぱ
分身して無敵になるが攻撃力は2倍にならない。
巻物
プレイヤーが1UPする。
煙
地蔵が持っている煙を取るとステージクリア後にボーナスステージに行ける。アーケード版のおにぎりと相同。

### ボーナスステージ
おにぎりを取得しているとステージクリア後にボーナスステージに進める。ファミコン版では地蔵が持っている煙を取るとステージクリアのあとボーナスステージに進める。
仙人がおにぎりを計10個投げ、それをプレーヤーがキャッチすると得点が入る。おにぎりが投げられる距離はランダムである。全てキャッチできればボーナスとして残り人数が1人増える。プレーヤーの移動速度の関係で全てのおにぎりをキャッチできることは少ない。仙人の近く（画面左側）に投げられた直後、遠く（画面右側）に投げられたりするとどちらかをあきらめねばならない。確実にボーナスを狙うには2人同時プレイを行い、遠・近位置で分担する必要がある。
なおiアプリ版では画面そのものが狭いため、1人でキャッチ不可能となることはなくなった。ただし、ファミコン版に比べおにぎりの落下速度が速くなっている。
この「おにぎり投げ」のボーナスステージは本作以後サンソフト作品の名物となり、『デッドゾーン』（1986年）や『水戸黄門』（1987年）にも登場する。

## 移植版
| タイトル                                | 発売日         | 対応機種                                                                  | 開発元           | 発売元             | メディア                                        | 型式       | 備考                                                                                               | 出典                        |
| --------------------------------------- | -------------- | ------------------------------------------------------------------------- | ---------------- | ------------------ | ----------------------------------------------- | ---------- | -------------------------------------------------------------------------------------------------- | --------------------------- |
| いっき                                  | 1985年11月28日 | ファミリーコンピュータ                                                    | サンソフト/外注  | サンソフト         | 192キロビットロムカセット                       | SS3-4900   | 売り上げ本数：約70万本                                                                             |                             |
| Ultra2000 サンソフトクラシックゲームズ2 | 2001年6月29日  | Windows                                                                   | サンソフト       | メディアカイト     | CD-ROM                                          | -          | ファミリーコンピュータ版の移植 『かんしゃく玉投げカン太郎の東海道五十三次』とのカップリング        | [ 14 ] [ 15 ]               |
| メモリアル☆シリーズ サンソフト Vol.1    | 2001年10月4日  | PlayStation                                                               | マイクロビジョン | サンソフト         | CD-ROM                                          | SLPS-03135 | ファミリーコンピュータ版の移植 『スーパーアラビアン』とのカップリング                              | [ 16 ]                      |
| いっき                                  | 2003年8月18日  | 504i FOMA2051、2102、2701 （iアプリ）                                     | スペースアウト   | サンソフト         | ダウンロード （ドキドキSUNSOFT）                | -          | | [ 17 ]                      |
| 遊遊 サンソフト傑作選2                  | 2004年7月2日   | Windows                                                                   | -                | メディアカイト     | CD-ROM                                          | -          | 廉価版 ファミリーコンピュータ版の移植 『かんしゃく玉投げカン太郎の東海道五十三次』とのカップリング |                             |
| いっき                                  | 2007年1月16日  | Wii                                                                       | -                | サンソフト         | ダウンロード （バーチャルコンソール）           | FAYJ       | ファミリーコンピュータ版の移植                                                                     | [ 18 ] [ 19 ]               |
| メモリアル☆シリーズ サンソフト Vol.1    | 2007年7月26日  | PlayStation 3 PlayStation Portable PlayStation Vita (PlayStation Network) | -                | サンソフト         | ダウンロード （ゲームアーカイブス）             | -          | ファミリーコンピュータ版の移植 『スーパーアラビアン』とのカップリング                              | [ 20 ] [ 21 ] [ 22 ] [ 23 ] |
| いっき                                  | 2010年3月30日  | Windows                                                                   | -                | サンソフト         | ダウンロード （プロジェクトEGG）                | -          | ファミリーコンピュータ版の移植                                                                     | [ 24 ]                      |
| いっき                                  | 2012年7月24日  | Wii                                                                       | -                | D4エンタープライズ | ダウンロード （バーチャルコンソールアーケード） | -          | アーケード版の移植                                                                                 | [ 25 ]                      |
| いっき                                  | 2013年2月13日  | ニンテンドー3DS                                                           | -                | サンソフト         | ダウンロード （バーチャルコンソール）           | TB3J       | ファミリーコンピュータ版の移植                                                                     | [ 26 ] [ 27 ]               |
| いっき                                  | 2013年5月22日  | Wii U                                                                     | -                | サンソフト         | ダウンロード （バーチャルコンソール）           | FBEJ       | ファミリーコンピュータ版の移植                                                                     | [ 28 ] [ 29 ] [ 30 ]        |
| いっき                                  | 2015年5月22日  | PlayStation 4 (PlayStation Network)                                       | -                | ハムスター         | ダウンロード （アーケードアーカイブス）         | -          | アーケード版の移植                                                                                 | [ 31 ] [ 32 ]               |
| いっき                                  | 2017年8月15日  | Windows                                                                   | -                | D4エンタープライズ | ダウンロード （プロジェクトEGG）                | -          | アーケード版の移植                                                                                 | [ 33 ] [ 34 ]               |
| いっき                                  | 2018年5月24日  | Nintendo Switch (ニンテンドーeショップ)                                   | -                | ハムスター         | ダウンロード （アーケードアーカイブス）         | -          | アーケード版の移植                                                                                 | [ 35 ] [ 36 ] [ 37 ]        |

ファミリーコンピュータ版
- エンディングが存在せず8ステージ終了後もループが続き、少しずつ難易度が上がっていく。ステージ99をクリアするとステージ00（背景はステージ4と同一）が始まり、それをクリアするとステージ01に戻る。
- 主人公がやられたときの効果音が4秒近くある一方で、ゲームオーバーの音楽は1/3秒のA2音が鳴るだけである。PS3版でも再現されている。
- 本作の主人公・ごんべは、本作と同じサンソフト（サン電子）が発売した『アトランチスの謎』（1986年）に主人公の師匠役として登場する。
- 1面から8面（2周目の4面）まではクリアすると各面にシークレットレターが出てくる。このシークレットレターは、ソフト発売時のプレゼントキャンペーン応募時に必要だった。なお全てを繋ぐと「ERAWTFOS」で、反対から読むと「SOFTWARE」（ソフトウェア）となる。

## 評価
ファミリーコンピュータ版
ゲーム誌『CONTINUE Vol.13』においてライターの島村祐助は、「ファミコンの代表的クソゲーの1作として扱われることも多いが、意外と現代に通じるゲーム性とも言える」と肯定的に評価した。
「クソゲー」の語源
イラストレーターのみうらじゅんは本作のファミコン版を遊び、「一揆は一人や二人でするものではない」と茶化し、「クソゲー」という言葉を定義したとされる。ゲーム本『仰天 B級ゲームの逆襲』においてみうらは、グラフィックやオープニング画面、パッケージに関して否定的に評価しており、「友達とか来たときに笑い取るのに利用してた」と述べた他、「一揆なのに、農民が一人で戦ってる」と、ゲームで表現されている一揆のおかしさについて述べている。後にみうらはあまりに本作を酷評し続けた事でサンソフトから苦情が寄せられた事を明かし、後年サンソフト社員と会った際も気まずい空気が流れたという。しかし、みうらがネタにした事で売り上げ本数が増加した側面もあったとも述べている。後年発表された『いっき おんらいん』のトレイラーでは、製作元でも伏字でネタにしている。

## いっき萌バイル
『いっき萌バイル』（いっきもバイル）は、サンソフト（サン電子）より配信された携帯電話アプリ用アクションシューティングゲーム。Vアプリ版が2006年7月13日に、EZアプリ版が同年7月20日に、iアプリ版が2008年4月21日に発売された。
ゲーム内容は『いっき』と同じだがクリア後にミニゲーム集がプレイ可能で、ゲーム中やミニゲームで集めた小判を使って萌え系のトレーディングカード収集が可能になっている。
EZアプリ版とiアプリ版の配信開始時にはゲームサイト「美少女パズル 上海☆娘。」の開設を記念した「いっきTシャツプレゼントキャンペーン」が実施された。

### ゲーム内容
本編は第一幕から第七幕までの全7面で構成。旧アプリ版では登場しなかった腰元が復活した他、竹槍に忍者が投げる手裏剣を弾く効果が付加されている。また、これまで倒すことが不可能だった妖怪が倒せるように変更された。
ゲームを進めていくうちに敵のグラフィックを変更（忍者→くノ一、腰元→姫）できるようになる。
ゲーム中で拾った小判はミニゲームの掛金や「とれぇでぃんぐかぁど」の購入に使える（代官を捕まえた場合は小判10枚のボーナス）。

### ミニゲーム
1周クリア後に街で以下のミニゲームが遊べるようになる。
- いっきすろっと（小判1～3枚）

オーソドックスなスロットマシーン。小判は3枚まで投入可能だが、当たりは横一列のみ。
- 神経衰弱（小判10枚）

お手つきは5回までで、全てめくるかお手つきを使い切るまで進行する。毎回、ランダムで決まるラッキー札を引くとボーナス小判10枚。
- かえるれぇす（小判1枚～10枚まで）

6匹のカエルのうち、1着を予想する。
- おにぎりキャッチ!（小判10枚）

ファミコン版のボーナスステージとほぼ同内容だが物量的に全てのおにぎりを取ることは不可能で、画面外へ投げられる場合もある。神様がおにぎり以外に小判や大判を投げることがあり、小判を中心に集めるとマイナスになりにくい。おにぎりは5個で小判1枚、大判は小判5枚分。

### とれぇでぃんぐかぁど
街の「とれぇでぃんぐかぁど屋」で売っている。1袋につきかぁど3枚がランダムで入っており1シリーズにつき3人のイラストがそれぞれ16枚1組で完成するが、ダブリが出る場合もある。イラストが完成するごとに様々な特典があるが、48枚をコンプリートするたびに本編の難易度が上昇する。第2弾までコンプリートするとタイトルから特設サイトに行けるようになり、簡単なアンケート後壁紙をダウンロードできる。
第1弾（1袋小判10枚）
- 町娘・こまち
- 巫女・みずき
- くノ一・あかね

第2弾（1袋小判20枚）
- 町娘・ことね
- 花魁・おきょう
- 姫・もみじ

## 小説
- おかず『いっき -LEGEND OF TAKEYARI MASTER-』うりも（イラスト）、一二三書房〈桜ノ杜ぶんこ〉、2013年7月5日。ISBN 978-4891991593。[46]。

## コラボレーション
- NEE - NEEの楽曲『一揆』とのコラボレーションとして、ファミコン版『いっき』のロムカセットのラベル画像風に描かれたNEEのメンバーのイラストや、アーケード版『いっき』のグラフィックを基にしたMVが公開された[47]。
- クラシックダンジョンX3 - 操作キャラクターとして使用できる「おえかきデータ」として、本作のキャラクターの権べ、田吾、忍者黒、忍者赤、腰元が追加された[48]。